# Jezersko
Jezersko (maďarsky Tavas německy Teichenau) je obec na Slovensku v okrese Kežmarok. V obci žije 74 obyvatel. První písemná zmínka o obci pochází z roku 1611.
Nad obcí se nachází Jezerské jezero (919 m n. m.), přírodní rezervace s rozlohou 2,18 ha. V obci je římskokatolický kostel Božského srdce Ježíšova z roku 1895.